# Tadjrouna
Tadjrouna là một đô thị thuộc tỉnh Laghouat, Algérie. Dân số thời điểm năm 2002 là 3.597 người.